# Maria de Xampanya
Maria de Xampanya (c. 1174 - 29 d'agost de 1204) va ser la primera emperadriu llatina de Constantinoble per matrimoni amb l'emperador Balduí I de Constantinoble. Va actuar com a regent de Flandes durant l'absència del seu cònjuge entre el 1202 i el 1204.

## Biografia
Era filla d'Enric I, comte de Xampanya i Maria de França i d'Aquitània, filla del rei Lluís VII de França. Segons la crònica de Gislebert de Mons, el 13 de maig de 1179, Maria estava compromesa oficialment amb Balduí, fill del comte de Flandes i Hainaut, amb qui s'havia compromès a casar-se l'any 1171. El seu promès va ser Balduí I de Constantinoble, fill de Balduí V, comte d'Hainaut i Margaret I, comtessa de Flandes.

### Comtessa consort de Flandes
El 6 de gener de 1186, Marie i Balduí es van casar a Valenciennes. La jove comtessa consort va emetre cartes en el seu propi nom i sembla que va estar còmoda a les ciutats de Flandes. El 1200 ella i el seu marit van alliberar de tots els impostos del seu territori les abadies de Ninove i la de Bohéries.
El 1200 ella i el seu marit van plantar la creu a Bruges. El 14 d'abril de 1202 el seu marit va deixar Flandes per unir-se a la Quarta Croada. Durant l'absència del seu marit, Maria va actuar com a regent de Flandes.
Maria va deixar Flandes per unir-se al seu marit a Outremer. Segons Godofreu I de Villehardouin i altres autors no podia unir-se abans a la croada perquè estava embarassada quan va marxar el seu marit. Després de donar a llum la seva filla Margarida II de Flandes i recuperar-se del part, de seguida es va unir a la croada al costat del seu marit.
Va sortir del port de Marsella i va aterrar a Acre. Allà va rebre l'homenatge de Bohemon IV d'Antioquia.

### Emperadriu llatina consort de Constantinoble
La croada del seu marit es va desviar a Constantinoble, capital de l'Imperi Romà d'Orient, on els croats van capturar i saquejar la ciutat. Després van decidir instal·lar un Imperi Llatí al lloc on els grecs havien caigut. El 9 de maig de 1204, Balduí va nomenar Maria emperadriu. Fins que no va arribar a Acre no va conèixer la notícia de la caiguda de Constantinoble i la proclamació de Balduí com a nou emperador. Va voler navegar a Constantinoble, però caigué malalta i morí a Terra Santa.
La notícia de la seva mort va arribar a Constantinoble pels reforços croats de Síria. Balduí estava afligit per la mort de la seva esposa. Villehardouin diu que Maria "era un dama amable, virtuosa i molt honrada".